# Spamd
spamd (pour spam deferral daemon) est un démon antispam léger, développé sous l'égide du projet OpenBSD et publié sous licence BSD. spamd travaille directement sur les connexions SMTP et supporte des fonctionnalités telles que le greylisting ; l'un de ses objectifs est de minimiser les faux-positifs en comparaison des systèmes basés sur l'analyse complète du corps des messages. spamd est conçu pour fonctionner en tandem avec Packet Filter, et il devrait donc être parfaitement compatible avec tous les systèmes POSIX où PF fonctionne, notamment OpenBSD, NetBSD, FreeBSD et DragonFly BSD.

## Historique
La première version de spamd apparut dans OpenBSD 3.3, qui fut publié le 1er mai 2003. Au départ, il s'agissait d'un logiciel implémentant la technique de liste noire, et c'est cette technique qui lui donna son comportement par défaut jusqu'à OpenBSD 4.0.
La technique de greylisting (que l'on pourrait traduire par liste grise) est apparue dans OpenBSD 3.5 (mai 2004) ; elle est devenue le comportement par défaut de spamd depuis OpenBSD 4.1, publié le 1er mai 2007.

## Fonctionnalités
Le but premier de spamd est d'empêcher le spam d'atteindre les serveurs de messagerie électronique. Il peut également être utilisé comme proxy applicatif partiel lorsqu'on souhaite s'assurer que les serveurs de messagerie externes se comportent correctement lorsqu'ils se connectent aux serveurs de messagerie internes. spamd peut en outre se révéler très utile pour empêcher que du spam ne sorte de systèmes compromis ou tombés sous le contrôle de spammers.
spamd peut utiliser ces différentes techniques pour atteindre son objectif :
- blacklisting (liste noire), exactement comme la base de données SPEWS ou d'autres listes d'adresses IP, et les fonctions comprenant des fenêtres de petite taille ;
- tarpitting : cela peut considérablement ralentir la réception de spam tout en maintenant les connexions ouvertes pour une durée très importante ;
- greylisting (liste grise) : cela retarde l'envoi du message (le délai est configurable), obligeant l'autre partie à réexpédier le message au moins une fois pour qu'il arrive effectivement à destination ;
- spamtrapping / greytrapping (pot de miel) : technique consistant à publier des adresses électroniques que les spammers seront les seuls à pouvoir trouver, et à placer en liste noire tous les expéditeurs qui envoient des messages à ces adresses.